# Franz Hantschel
Franz Hantschel (4. října 1844, Chotovice u Nového Boru – 23. února 1940, Vídeň) byl český, německy píšící lékař a vlastivědný pracovník.

## Život

### Studium
Po školních letech v obecní jednotřídce se dostal do nedalekého Nového Boru na tamní piaristické učiliště, kde byla kreslířská škola pro skláře, řezbáře a pozlacovače rámů. Na přímluvu vzdáleného příbuzného Ferdinanda Hölzela, profesora na českolipském gymnáziu se z Nového Boru dostal na gymnázium a to do stejné třídy, kde byl i jeho později dlouholetý přítel Anton (Antonín) Paudler. Oba maturovali v roce 1864, pak se jejich cesta na řadu let rozdělila.

### Léta u vojska
Chudý Franz vstoupil do armády a byl, zas na přímluvu, poslán do Vídně, kde vystudoval medicínu na Josefské akademii. Za tuto možnost se musel upsat k 10 letům služby u armády. Promoval 5. dubna 1870 a stal se doktorem všeobecné medicíny. Nastoupil jako vojenský lékař do posádky ve Lvově, o rok později byl převelen k pluku č.5 u Radeckého husarů a s ním se dostal až k Vídni. Pak sloužil ve Znojmě a Brně. V roce 1874 byl poslán na frontu do Bosny, kde strávil rok služby, započítávaným mu kvůli válce za roky dva. Tím získal možnost z armády odejít.

### Česká Lípa
Od roku 1879 byl praktickým lékařem v České Lípě, kde si otevřel ordinaci. Vedle svého povolání se věnoval místopisu severních Čech. Byl společně s přítelem Paudlerem členem spolku Nordböhmischen Excursions-Clubs, redigoval i jeho časopis Mitteilungen. Vlastivědné bádání ho natolik pohltilo, že v roce 1884 lékařskou praxi zanechal a koupil si tiskárnu místních novin Leipaer Zeitung. Jako podnikatel však neuspěl, věnoval se bádání v krajině od Labe až k Ještědu a psaní.

### Praha a Vídeň
V roce 1892 (či 1897) se přestěhoval do Prahy za svým synem, kde ve svých bádáních a psaní pokračoval. V roce 1907 se odstěhoval se synem do Lince a konec života strávil ve Vídni. Problematice severních Čech se věnoval nadále i na dálku, psal až do svých 85 let. Zemřel v roce 1940 ve věku 96 roků.

## Dílo
Napsal několik průvodců po severočeských místech (Českolipsko, Dubá, Chotovice u Nového Boru, Lužické hory a další). Je rovněž autorem prvního soupisu archeologických lokalit v severních Čechách.
- Bad Kottowitz bei Haida und seine Umgebung (Lázně Chotovice a jejich okolí), 1880
- Nordböhmischer Touristen-Führer (Severočeský turistický průvodce)
- Botanischer Wegweiser im Gebiete des Nordböhmischen Excursions-Clubs, 1890
- Heimatkunde des politischen Bezirkes B.-Leipa, 1904
- Dr. F. Hantschel’s Kammweg-Führer von der Jeschkenkoppe bei Reichenberg bis zum Rosenberge bei Tetschen mit Berüchsichtigung der anschliessenden Kammwege 1905
- Die Felsenburg Alt-Bürgstein (gennant Einsiedlerstein) in der Bürgstein-Schwoikaer Schweiz nebst der Felsenburg Alt-Schwoika, der Bergveste Pihl und den Sommerfrischen Bürgstein, Schwoika, Bad Kottowitz
- Das Hirschberger und Daubaer Land, 1931
- Leipaer Touristen-Führer mit einem umfassenden Verzeichnisse von Halbtags- und Ganztags-Ausflügen auf den in Leipa einmündenden Eisenbahnlinien, 1934